# Slobozia Mândra, Teleorman
Slobozia Mândra este satul de reședință al comunei cu același nume din județul Teleorman, Muntenia, România.